# Pasquale Buonocore
Pasquale Buonocore, född 17 maj 1916 i Neapel, död 1 september 2003 i Neapel, var en italiensk vattenpolomålvakt. Han representerade Italien i OS vid olympiska sommarspelen 1948 i London. I OS-turneringen 1948 tog Italien guld och Buonocore spelade åtta matcher. Han deltog också i EM-turneringen i Monte Carlo 1947 som Italien vann.